# Districte de Franches-Montagnes

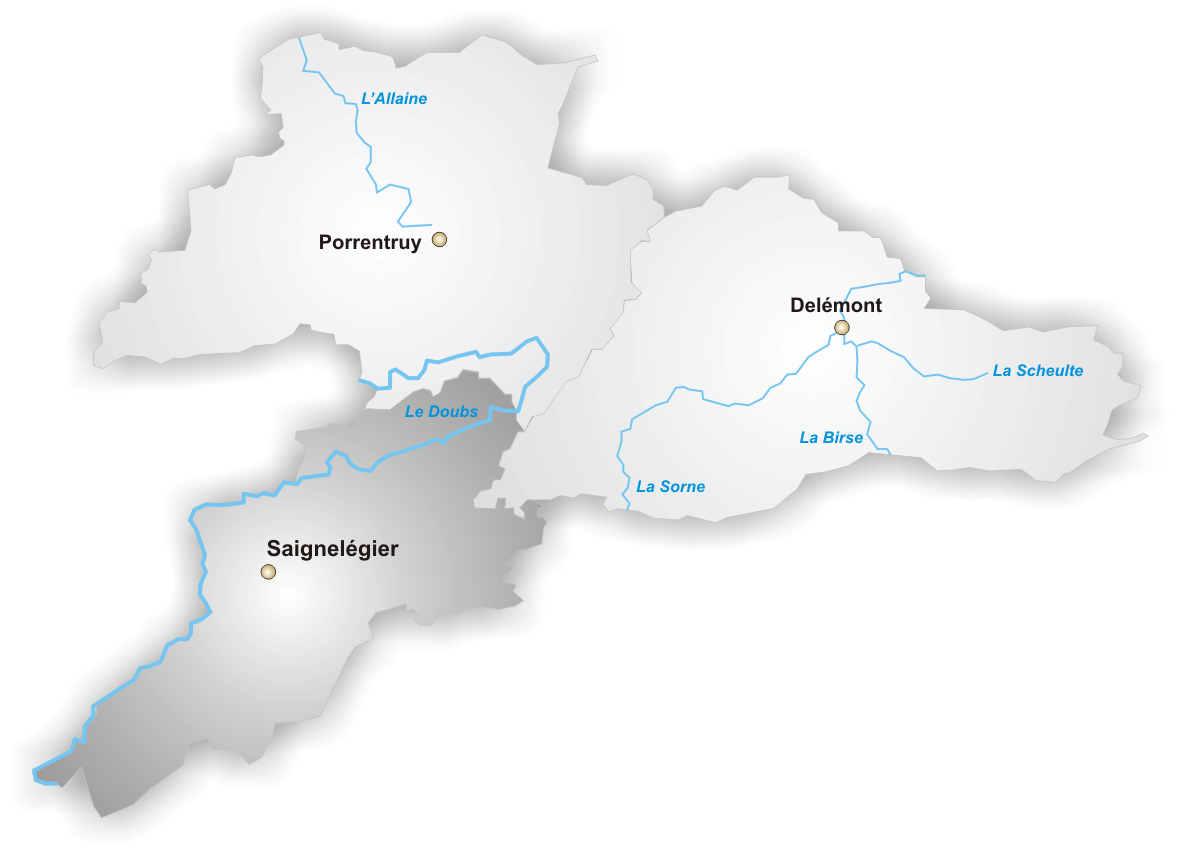
Districte de Franches-Montagnes

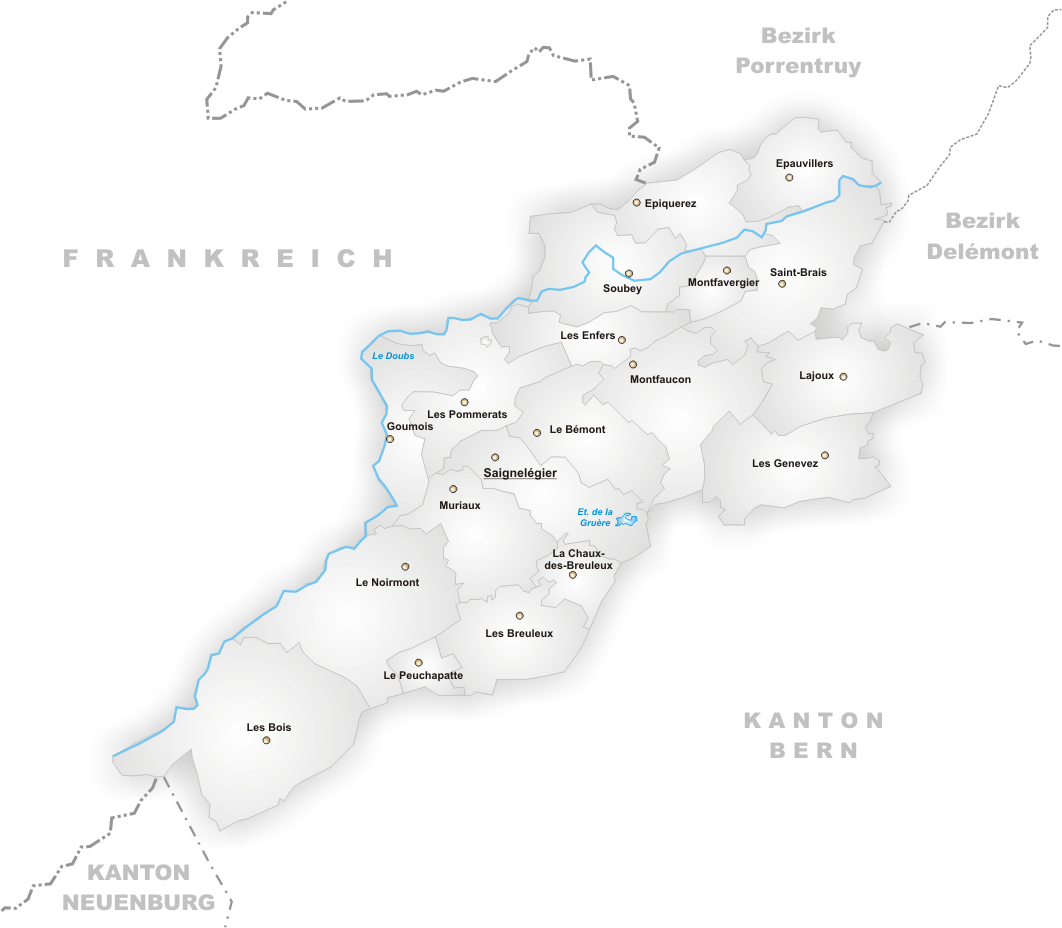
Municipis de Franches-Montagnes

El Districte de Franches-Montagnes (en alemany Freiberge) és un dels tres districtes del Cantó de Jura, Suïssa. La capital és la vila de Saignelégier. El francès és l'idioma únic i té una població de 9.865 habitants (2005).
Franches-Montagnes té un total de 19 municipis:
| Municipi              | Població (31 Dec 2005) | Àrea, km² |
| --------------------- | ---------------------- | --------- |
| Epauvillers           | 148                    | 8.43      |
| Epiquerez             | 88                     | 9.41      |
| Goumois               | 92                     | 8.54      |
| La Chaux-des-Breuleux | 88                     | 4.12      |
| Lajoux                | 667                    | 12.35     |
| Le Bémont             | 346                    | 11.64     |
| Le Noirmont           | 1629                   | 20.40     |
| Le Peuchapatte        | 39                     | 2.57      |
| Les Bois              | 1087                   | 24.70     |
| Les Breuleux          | 1307                   | 10.80     |
| Les Enfers            | 141                    | 7.09      |
| Les Genevez           | 511                    | 13.64     |
| Les Pommerats         | 253                    | 11.51     |
| Montfaucon            | 486                    | 14.82     |
| Montfavergier         | 33                     | 3.45      |
| Muriaux               | 452                    | 14.33     |
| Saignelégier          | 2120                   | 11.67     |
| Saint-Brais           | 224                    | 15.19     |
| Soubey                | 154                    | 13.51     |
| Total                 | 9865                   | 218.17    |